# Фильтр Лежандра

Сравнение амплитудно-частотных характеристик фильтров Баттерворта, Чебышёва и Лежандра с коэффициентом передачи в полосе пропускания равным 1. Частота нормирована к частоте среза.

Фильтр Лежа́ндра — электронный фильтр, для расчёта коэффициентов которого используются многочлены Лежандра. Был предложен Атанасиосом Папулисом в 1958 году. Имеет крутой спад амплитудно-частотной характеристики, не обладает пульсациями характеристики. Является компромиссным решением между фильтром Баттерворта (имеющим монотонную характеристику) и Чебышёва (обладающим крутым спадом характеристики).

## Передаточная функция
Квадрат амплитудно-частотной характеристики для фильтра порядка {\displaystyle n} выражается через полиномы Лежандра {\displaystyle L_{n}}:
{\displaystyle M_{n}^{2}(\omega )={\frac {1}{1+L_{n}(\omega ^{2})}},}
выбор порядка {\displaystyle n} полинома {\displaystyle L_{n}} производится согласно некоторому критерию качества фильтра, в частности монотонности передаточной характеристики в полосе пропускания и максимально быстрому спаду в полосе подавления. Эти ограничения выражаются:
{\displaystyle L_{n}(0)=0,}
{\displaystyle L_{n}(1)=1.}
Условие монотонности:
{\displaystyle {\frac {\mathrm {d} }{\mathrm {d} \omega }}L_{n}(\omega ^{2})\geq 0.}
И условие максимальной крутизны в полосе подавления при {\displaystyle \omega \geq 1}:
{\displaystyle \left.{\frac {\mathrm {d} }{\mathrm {d} \omega }}L_{n}(\omega ^{2})\right|_{\omega =1}={\text{Maximum}}.}